# Trịnh Văn Khải
Trịnh Văn Khải là Trung tướng Công an nhân dân Việt Nam. Ông từng giữ chức vụ Phó Tổng cục trưởng Tổng cục An ninh, Bộ Công an (Việt Nam).

## Tiểu sử
Năm 2009, ông là Thiếu tướng, Phó Tổng cục trưởng Tổng cục Hậu cần Công an nhân dân.
Năm 2011-2012, ông là Thiếu tướng, Phó Tổng cục trưởng Tổng cục An ninh 1, Bộ Công an (Việt Nam).
Năm 2014, ông là Trung tướng, Phó Tổng cục trưởng Tổng cục An ninh 1, Bộ Công an (Việt Nam).
Từ tháng 2 năm 2015 đến tháng 08 năm 2018, ông là Trung tướng, Phó Tổng cục trưởng Tổng cục An ninh, Bộ Công an (Việt Nam).

## Lịch sử thụ phong quân hàm
- Thiếu tướng
- Trung tướng